# Xiphydria megapolitana
Xiphydria megapolitana is een vliesvleugelig insect uit de familie van de Xiphydriidae. De wetenschappelijke naam van de soort is voor het eerst geldig gepubliceerd in 1884 door Brauns.